# Парк Джонсона
Парк Джонсона — общественная зона отдыха, парк штата, занимающий территорию 35,5 кв. км на реке Ист-Форк-Блэк в округе Ренолдс, штат Миссури. Парк находится в совместном управлении с прилегающим государственным парком Таум-Саук-Маунтин, занимая вместе с ним более 160 кв. км в районе гор Сент-Франсуа, шт. Миссури.
Оригинальное англоязычное название (Johnson's Shut-Ins State Park, букв. «Парк заторов Джонсона, находящийся в ведении штата») происходит от своеобразной ландшафтной особенности, называемой shut-in («затор»). Затор представляет собой твёрдые устойчивые к эрозии включения вулканической породы, перегораживающие русло реки, создавая природный аквапарк.

## Геология
Коренная порода района — устойчивый к эрозии риолит-порфир и дайки диабазов темного цвета протерозойского возраста. Включения этих пород перегораживают русло Ист-Форк-Блэк-Ривер и оно оказывается ограниченным протоками сформированными трещинами и стыками в твердой вулканической породе. Песок и гравий, увлекаемые потоком воды, глубоко врезаются даже в эту устойчивую к эрозии скалу, образуя выбоины и жёлоба и похожие на каньоны.

## История

### До колонизации
До европейской колонизации этот район был территорией обитания племени осейджей.

### После колонизации
Парк в середине 19 века был усадьбой семьи Джонстон, шотландско-ирландских иммигрантов, переехавших на запад из Аппалачей. Когда три поколения спустя семья Джонстон продала землю, большую её часть купил Джозеф Деслог (1889–1971), общественный деятель Сент-Луиса и защитник природы. Деслог в течение 17 лет собирал большую часть парка, включая закрытые территории и 3 км береговой линии реки, а затем в 1955 году передал его в дар штату. Компания  Desloge lead mining, принадлежавшая семье Деслог, на протяжении многих лет жертвовала средства на улучшение парка.

### Авария на водохранилище в 2005 году
14 декабря 2005 года парк был разрушен в результате катастрофического наводнения, вызванного прорывом гидроаккумулирующего резервуара Таум Саук на вершине соседней горы. Ущерб включал уничтожение палаточного лагеря парка, который в то время не был занят. Единственными людьми в парке были смотритель парка и его семья, которые выжили, получив несколько травм. Парк был закрыт из-за нанесённого ущерба.
Летом 2006 года парк открылся для ограниченного использования в дневное время, но из-за опасных условий купание в реке и исследование скальных образований было запрещено. В 2009 году река и заторы были вновь открыты для отдыха на воде. Новый кемпинг открылся в 2010 году.  На восстановление и благоустройство парка было выделено $ 52 млн из суммы $ 180 млн, которую выплатила штату компания AmerenUE, владелец и оператор разрушенного водохранилища.

### Ураган 2009 года
Некоторые участки леса в парке и его окрестностях были серьёзно повреждены ураганом в мае 2009 года. Скорость ветра в этой части округа Рейнольдс достигала 100–110 км/ч с порывами до 160 км/ч.

## Мероприятия и сервис
Мероприятия в парке включают кемпинг, походы, плавание и скалолазание.  Маршруты парка включают пешеходную дорожку длиной 400 м к смотровой площадке с видом на заторы, 16-километровый кольцевой конный маршрут Гоггинс Маунтин и участок тропы Озарк.
Дополнительно предлагается автопутешествие, во время которого посетители увидят работы по восстановлению парка. Маршрут проходит через территорию болот, ранее практически исчезнувших и в настоящее время восстановленных; и заканчивается тропой, вымытой наводнением в близлежащем лесном массиве. Отсюда можно пройти через созданное наводнением поле валуннов, которое содержит множество образцов минералов и горных пород, из которых состоят горы Сан-Франсуа.

## Внешние ссылки
- Johnson's Shut-Ins State Park Архивная копия от 25 сентября 2014 на Wayback Machine Департамент природных ресурсов штата Миссури